# Solenopsidini

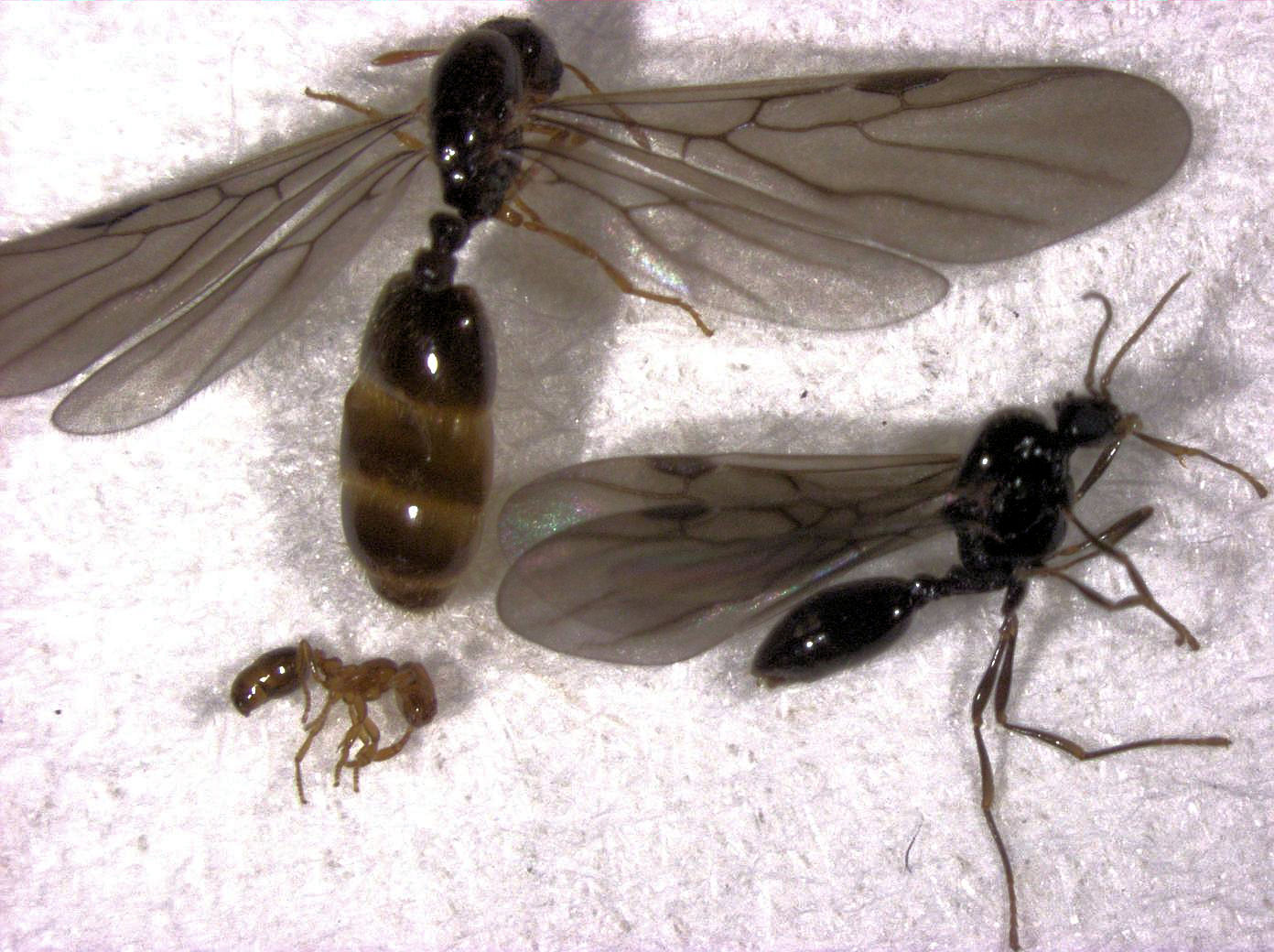
Самка, самец и бескрылый рабочий род Solenopsis

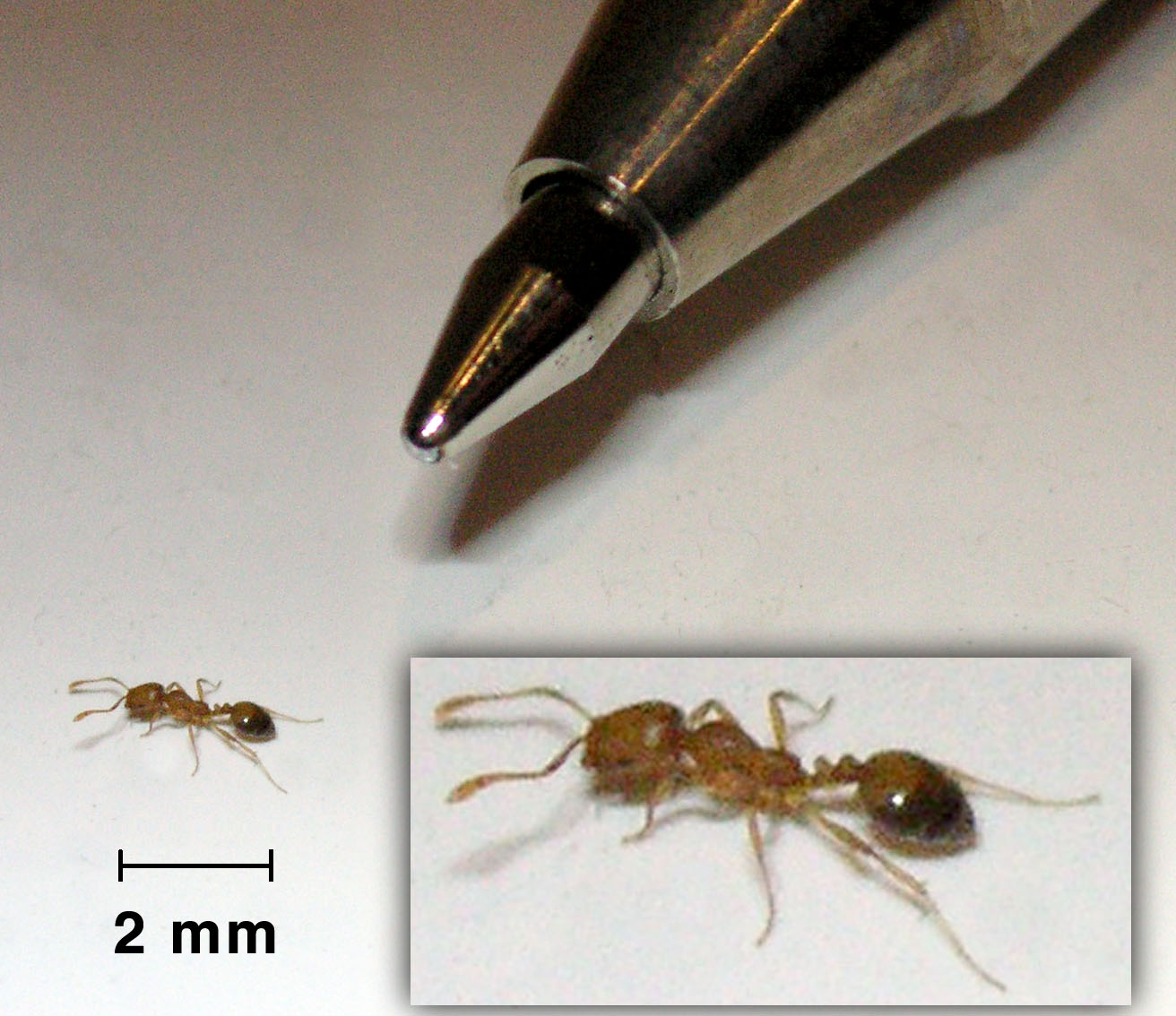
Домовой муравей Monomorium pharaonis

Solenopsidini (лат.) — триба муравьёв из подсемейства Myrmicinae (Formicidae), включающая около 20 родов и более 700 видов.

## Распространение
Всемирное.

## Описание
Мелкие муравьи, как правило менее 4 мм (редко более 10 мм). Наличник выдаётся назад в среднюю часть головы, двулопастный. Стебелёк между грудкой и брюшком состоит из двух члеников: петиолюса и постпетиолюса (последний четко отделен от брюшка), жало развито, куколки голые (без кокона). Среди представителей много известных и опасных инвазивных видов: домовой муравей (Monomorium pharaonis), красный огненный муравей (Solenopsis invicta) и другие.

## Классификация
Около 20 родов и около 700 видов (в том числе около 300 видов из рода Monomorium, 200 из рода Solenopsis, около 50 — Chelaner, более 40 — Megalomyrmex, более 40 — Rogeria). Первоначально в трибу Solenopsidini включили Pheidologetonini и Megalomyrmecini. В 2004 году была образована триба Adelomyrmecini из трёх родов (Adelomyrmex, Baracidris, Cryptomyrmex).
Позднее в Solenopsidini включили Adelomyrmecini, Myrmicariini и Stegomyrmecini, но исключили Pheidologetini (Pheidologetonini) перенеся её в Crematogastrini. С 2014 года в результате новых данных состав трибы был изменён.
- Solenopsidini Forel, 1893
  - Adelomyrmex Emery, 1897
  - Anillomyrma Emery, 1913
  - Austromorium[англ.] Shattuck, 2009[5]
  - Baracidris Bolton, 1981
  - Bariamyrma Lattke, 1990
  - Bondroitia Forel, 1911
  - Chelaner Emery, 1914[6]
  - Cryptomyrmex Fernández, 2004[3]
  - Dolopomyrmex Cover & Deyrup, 2007
  - Epelysidris Bolton, 1987
  - Erromyrma Bolton & Fisher, 2016[7]
  - Kempfidris Fernández, Feitosa & Lattke, 2014[8][9]
  - Megalomyrmex Forel, 1885
  - Monomorium Mayr, 1855
  - Myrmicaria Saunders, 1842
  - Oxyepoecus Santschi, 1926
  - Rogeria Emery, 1894
  - Solenopsis Westwood, 1840 (=Diplorhoptrum)
  - Stegomyrmex Emery, 1912
  - Syllophopsis Santschi, 1915
  - Tropidomyrmex Silva, Feitosa, Brandão & Diniz, 2009
  - Tyrannomyrmex Fernández, 2003
  - Unicumyrmex Chung, Hsu, Hsu & Lin, 2025

### Классификация (до 2014)
- Род Adlerzia Forel, 1902
- Род Afroxyidris Belshaw et Bolton, 1994
- Род Allomerus Mayr, 1878
- Род Anillomyrma Emery, 1913[10][11]
- Род Bariamyrma Lattke, 1990
- Род Bondroitia Forel, 1911
- Род Carebara Westwood, 1840
- Род Carebarella Emery, 1906 (Carebarella alvarengai)
- Род Diplomorium Mayr, 1901
- Род Dolopomyrmex Cover & Deyrup, 2007 (1 вид)
  - Dolopomyrmex pilatus Cover & Deyrup, 2007
- Род Epelysidris Bolton, 1987
- Род Erromyrma Bolton & Fisher, 2016
- Род Formosimyrma Terayama, 2009 (1 вид)
  - Formosimyrma lanyuensis Terayama, 2009
- Род Machomyrma Forel, 1895
- Род Mayriella (Mayriella ebbei)
- Род Megalomyrmex Forel, 1885
- Род Monomorium Mayr, 1855
- Род Nothidris Ettershank, 1966
- Род Oligomyrmex Mayr, 1867
- Род Oxyepoecus Santschi, 1926
- Род Paedalgus Forel, 1911
- Род Phacota Roger, 1862
- Род Pheidologeton Mayr, 1862
- Род Solenopsis Westwood, 1840
- Род Tranopelta Mayr, 1866
- Род Trichomyrmex Mayr, 1865
  - =Equestrimessor Santschi, 1919
  - =Holcomyrmex Mayr, 1879
  - =Parholcomyrmex Emery, 1915
- Род Tropidomyrmex Silva, Feitosa, Brandão & Diniz, 2009 (1 вид)
  - Tropidomyrmex elianae Silva, Feitosa, Brandão & Diniz, 2009

Ископаемые виды Hypopomyrmex bombiccii и Oxyidris antillana также относят к этой трибе в качестве incertae sedis. Попытки разделить эту трибу на группы привела к следующей классификации:
- Carebara genus group: Adlerzia — Afroxyidris — Carebara — Machomyrma — Mayriella — Oligomyrmex — Paedalgus — Pheidologeton — Tranopelta
- Solenopsis genus group: Allomerus — Anillomyrma — Bondroitia — Carebarella — Diplomorium — Megalomyrmex — Monomorium — Oxyepoecus — Solenopsis
- incertae sedis: †Hypopomyrmex — †Oxyidris — ?Diaphoromyrma — ?Tropidomyrmex